# 井上義朗
井上 義朗（いのうえ よしお、1962年 - ）は、日本の経済学者。中央大学商学部教授。専門は経済理論。

## 略歴
- 1962年：千葉県に生まれる
- 1984年：千葉大学人文学部法経学科経済学専攻卒業
- 1987年：同大学大学院社会科学研究科経済学専攻修士課程修了
- 1991年：京都大学大学院経済学研究科博士課程修了、経済学博士（京都大学）。論題は「『後期』ヒックス研究 : 市場理論と経験主義」[1]。
- 1991年：千葉大学法経学部専任講師
- 1994年：同大学法経学部助教授
- 2001年：中央大学商学部助教授
- 2002年：同大学商学部教授[2]

## 著書
- 『「後期」ヒックス研究　市場理論と経験主義』日本評論社 1991
- 『市場経済学の源流　マーシャル、ケインズ、ヒックス』中央公論社〈中公新書〉1993
- 『エヴォルーショナリー・エコノミクス 批評的序説』有斐閣 1999
- 『コア・テキスト経済学史』新世社 2004
- 『二つの「競争」競争観をめぐる現代経済思想』講談社現代新書 2012
- 『読むミクロ経済学』新世社 2016
- 『読むマクロ経済学』新世社 2016
- 『「新しい働き方」の経済学 アダム・スミス『国富論』を読み直す』現代書館〈いま読む！名著〉2017